# Pierre Gaston Lefevre
Pierre Gaston Lefevre (Soissons, 1897 – 16 juni 1917) was een Franse korporaal die meevocht in de Eerste Wereldoorlog en die gefusilleerd werd wegens muiterij.
Pierre Lefevre was net 20 jaar geworden toen hij op 16 juni 1917 op een schietbaan te Soissons werd gefusilleerd wegens muiterij. Hij was afkomstig uit departement Meurthe-et-Moselle en maakte al vroeg kennis met de gruwel van de oorlog. Zijn vader en zijn broer werden door de Duitsers gegijzeld en op 7 augustus 1914 doodgeschoten. Hij besloot om dienst te gaan nemen in het Franse leger, alhoewel hij nog geen 18 jaar was slaagde hij er toch in om soldaat te worden.
Lefevre, die bij het 109de infanterieregiment behoorde, had niet deelgenomen aan de offensieven van april-mei 1917. Eind mei 1917 kwamen ze terecht in de stad Soissons, waar het onrustig was door protesterende soldaten. Daarna ontstonden er rellen, waarbij soldaten in de lucht schoten en 'weg met de oorlog' scandeerden. De dag erna vertrok het regiment opnieuw, doch er werden een tiental militairen gearresteerd waaronder de korporaal Pierre Lefevre.
Op 9 juni 1917 werd hij door de krijgsraad veroordeeld tot de doodstraf en werd aan hem als enige van de onruststokers geen gratie verleend. Op 16 juni 1917 werd hij gefusilleerd.